# Пероксид натрия
Перокси́д на́трия (пе́рекись на́трия, химическая формула — Na2O2) — бинарное неорганическое химическое соединение натрия с кислородом.
При стандартных условиях, пероксид натрия — это желтовато-белые кристаллы с ионной кристаллической решёткой. Является производным пероксида водорода.

## Свойства
Пероксид натрия является сильным окислителем. Энергично взаимодействует с водой со значительным выделением тепла:
{\displaystyle {\mathsf {Na_{2}O_{2}+2H_{2}O\to 2NaOH+H_{2}O_{2}\uparrow }}}
При определённых соотношениях, а также при использовании подогретой воды происходит опасное вскипание и разбрызгивание подщелоченной воды, поэтому она требует защиту от разбрызгивания и контроль температуры. Особая опасность в том, что при попадании на влажные поверхности, включая кожу, реакция продолжается, а щёлочь и кислород проводят собственные последующие реакции с органикой.
Для пероксида натрия свойственно образование хорошо кристаллизующихся гидратов и аддуктов с пероксидом водорода. Так, быстрой кристаллизацией пероксида натрия из ледяной воды легко осаждается гидрат Na2O2·8H2O.
С восстановителями, такими, как  сера, порошок алюминия, эфиры реагирует с образованием пламени. С монооксидом углерода реагирует менее активно, образуя карбонат:
{\displaystyle {\mathsf {Na_{2}O_{2}+CO\to Na_{2}CO_{3}}}}
Окисление аммиака пероксидом натрия приводит к образованию нитрата натрия:
{\displaystyle {\mathsf {4Na_{2}O_{2}+NH_{3}\to NaNO_{3}+3NaOH+2Na_{2}O}}}
Действие разбавленными кислотами на пероксид натрия с образованием пероксида водорода:
{\displaystyle {\mathsf {Na_{2}O_{2}+H_{2}SO_{4}\to H_{2}O_{2}+Na_{2}SO_{4}}}}
Реагирует с сернистым газом, реакция ускоряется пероксидом водорода и серной кислотой:
{\displaystyle {\mathsf {Na_{2}O_{2}+SO_{2}\to Na_{2}SO_{4}}}}

## Получение
Сгорание натрия в кислороде:
{\displaystyle {\mathsf {2Na+O_{2}\to Na_{2}O_{2}}}}

## Применение
Применяют для отбеливания тканей, шерсти, шёлка, древесной и вискозной массы, соломы. Для получения кислорода, поглощения угарного и углекислого газа используется в регенерационных установках и изолирующих противогазах:
{\displaystyle {\mathsf {2CO_{2}+2Na_{2}O_{2}\to 2Na_{2}CO_{3}+O_{2}}}}

## Физиологическое действие и токсикология
- Согласно ГОСТ 12.1.007-76 пероксид натрия относится к 3-му классу опасности (умеренно-опасные химические вещества).
- Предельно допустимая концентрация (в воздухе рабочей зоны) составляет 5 мг/м3.
- При попадании на кожу может вызвать раздражение.
- Аэрозоль пероксида натрия обладает разъедающим действием.
- Вещество опасно для окружающей среды.
- При работе с пероксидом натрия следует использовать респираторы, защитные очки и спецодежду.
- Хранить его следует в герметичной таре в сухом помещении. Гарантийный срок - 2 года со дня изготовления.